# Beiliu
Beiliu (北流市S, BěiliúP) è una città-contea della Cina, situata nella regione autonoma di Guangxi e amministrata dalla prefettura di Yulin.